# 大函丸 (初代)
大函丸（たいかんまる）は、道南海運（後の東日本フェリー）が運航していたフェリー。本項目では1964年に就航した初代を取り扱う。

## 概要
北海道-本州間の貨物船による自動車輸送において大型トラックの悪天候時輸送が困難だった点やブルドーザーやバスの輸送が見送られていた状況を改善すべく1963年末にカーフェリー建造計画に着手。
下田船渠で建造され、1964年に大間 - 函館航路に就航した。当時、日本国内でカーフェリーは瀬戸内海や湾内など内海では運航実績があったが、本船は海況の厳しい津軽海峡を横断する航路に就航、日本初の外洋フェリーボートとなった。
翌1965年に新たに設立された東日本フェリーへ航路とともに譲渡された。
その後、1972年に引退、売船された。
大函丸の名は大間航路の就航船に引き継がれ、第二大函丸、第三大函丸、第五大函丸、第六大函丸、第七大函丸の5隻が順次就航、1988年にばあゆが就航した後、一時途絶えたが、2013年に大函丸 (2代)の就航により復活した。

### 就航航路
- 大間港 - 函館港

航海時間1時間40分。

## 設計
船型は当初300総トン規模で平均水深3.8mの大間港への対応、風速毎秒15m・潮流毎時4-5ノットの環境下で1日2往復が可能、速力12ノット以上、接岸場所移転を考慮し可動橋無しでの車両上下船への対応を要件として日本船舶コンサルタントに依頼して設計された。
その後海象の状況を考慮して500総トン規模に拡大され、車両甲板の両側に客室を設けた構造で、車両甲板には船首と船尾にランプドアが装備されており、船首ランプは波切り板付きとなっていた。

## 船内
- 一等室（12名）[2]
- 二等室（計244名）[2]
- 運転手休憩室[2]

## 事故・トラブル
座礁事故
- 1971年12月8日4時50分頃、函館港から青森港へ航行中函館山大鼻岬先端の岩礁に挫傷。その後立待岬沖4.7km付近で浸水が始まり午前8時に沈没、乗組員9名は救助された。原因は吹雪による視界不良とレーダーの不調により航行位置を確認せず運航していたものとみられた[4]。事故後船体は翌年6月に引き上げられ[5]、ホッケ漁などに用いる底建網やウニ桁網設備の補償のため東日本フェリーは函館市漁業協同組合に見舞金873万円を支払った[6]。